# Perušić
Perušić  è un comune della Croazia di 3 494 abitanti della Regione della Lika e di Segna

## Località
La municipalità di Perušić è composta dalle seguenti 20 località (naselja): 
| - Bukovac Perušićki - Donji Kosinj - Gornji Kosinj - Kaluđerovac - Klenovac - Konjsko Brdo - Kosa Janjačka - Kosinjski Bakovac - Kvarte - Krš | - Lipovo Polje - Malo Polje - Mezinovac - Mlakva - Perušić - Prvan Selo - Rudinka - Studenci - Sveti Marko - Vukelići |